# Baile de mesa

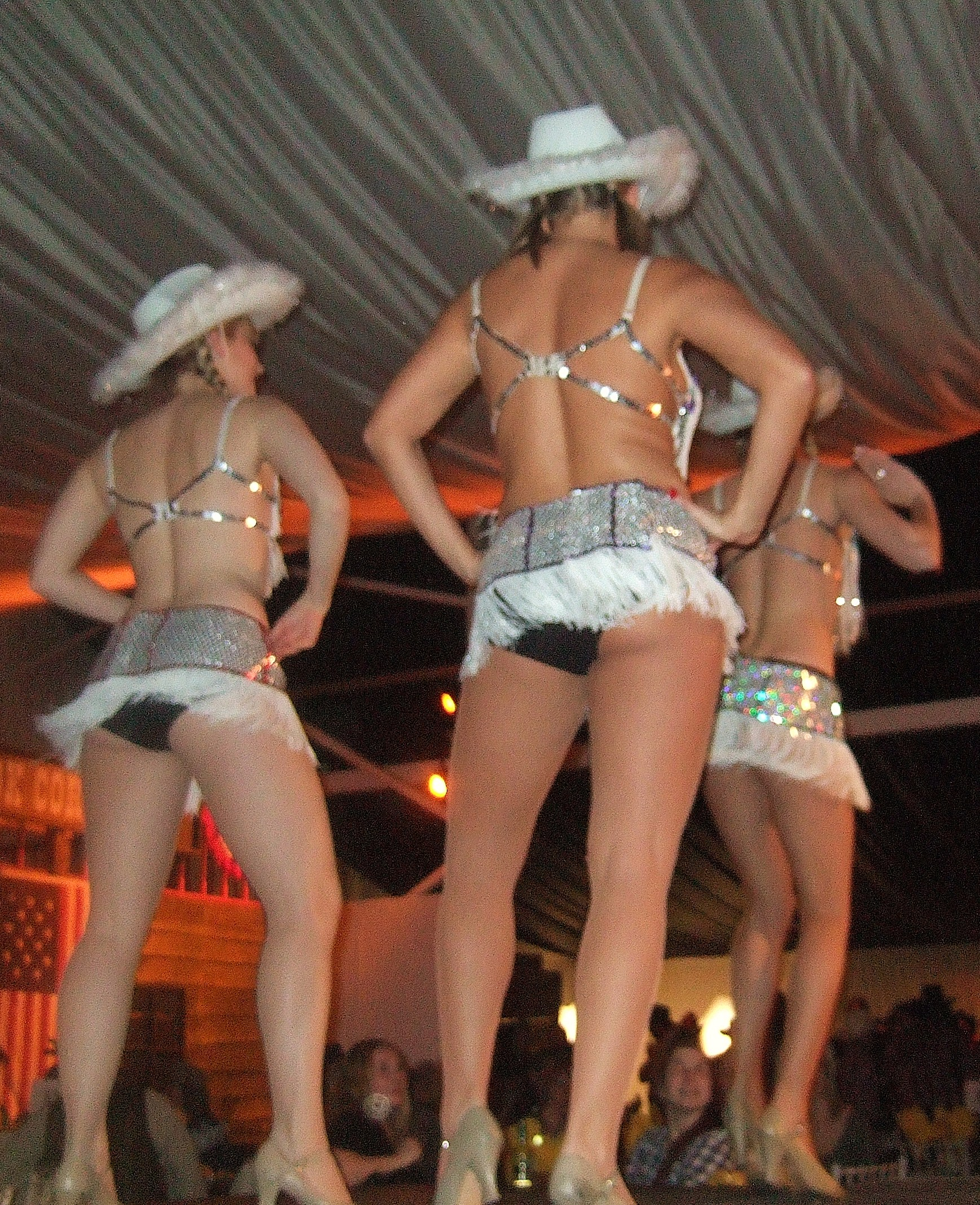
Un espectáculo de table dance en Londres, Reino Unido; 2009.

Baile de mesa (table dance en inglés, pronunciado /ˈteɪbəl dæns/, también conocido como bartop dancing —baile sobre mostrador o barra de bar—) es un tipo de espectáculo que se caracteriza por la presentación de danzas eróticas sobre una plataforma, normalmente una mesa, una pista o una barra de bar.

## Historia

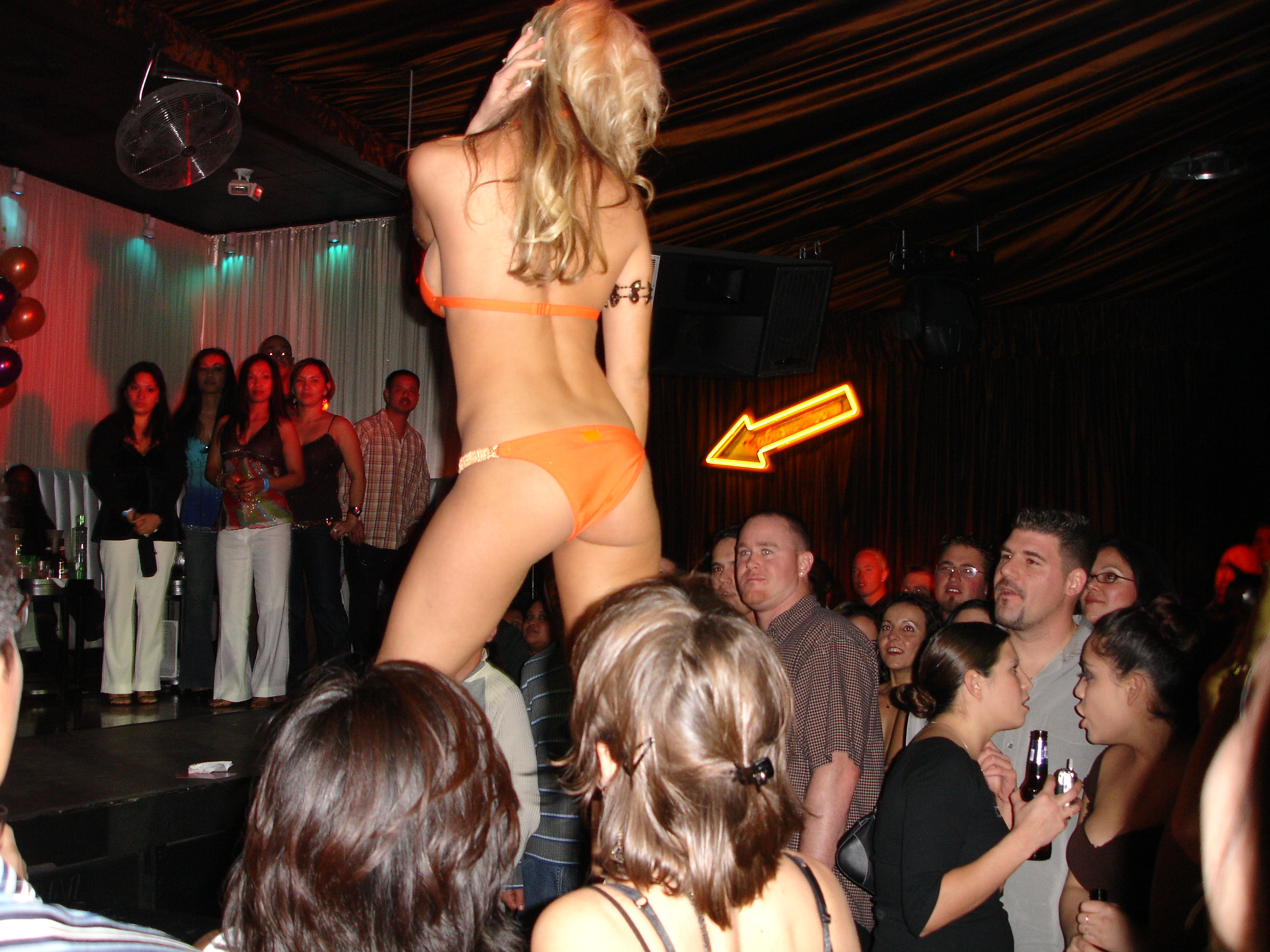
Bailarina haciendo un performance de baile de mesa.

El baile de mesa no tiene un origen específico, pero desciende de géneros dramáticos del siglo XIX. El baile de mesa surge de géneros dramáticos como el cabaret, el burlesque y el music hall; dichos espectáculos eran reconocidos por presentar burlesques y actos de entretenimiento, destinados normalmente al público masculino, ya que frecuentemente se presentaban mujeres envueltas en rutinas eróticas y temas sexuales.
El baile de mesa se relaciona con el surgimiento del go-go o gogó (espectáculo de danza dedicado al entretenimiento de la clientela de una discoteca y otros tipos de centros nocturnos). El go-go surge entre la década de los 60, época del auge del twist, en establecimientos como The Peppermint Lounge en Nueva York, que permitía a su clientela femenina bailar sobre el mobiliario del lugar.
El término "baile de mesa" surge en el periodo de la Guerra de Vietnam, acuñado por miembros de las Fuerzas Armadas de los Estados Unidos que sirvieron en la batalla. Este tipo de espectáculo se vuelve popular entre la década de los 60 en que los miembros de las fuerzas armadas asistía a centros de entretenimiento y bares instalados en Vietnam, dichos espectáculos eran principalmente el performance de danzas eróticas presentadas por mujeres sobre las mesas del lugar, siendo apodado por los soldados como "baile de mesa".[cita requerida]

## Baile de mesa
El baile de mesa es un tipo de espectáculo o baile exótico frecuente en establecimientos dedicados al entretenimiento erótico como: dive bars, cabarets, casas de burlesque y neo-burlesque, bares, antros, pubs, go-go bars, strip clubs, prostíbulos, burdeles, sex clubs y otros establecimientos nocturnos dedicados principalmente al entretenimiento y a la venta de alcohol.
El término "table dance" es normalmente confundido y erróneamente utilizado para referirse al tipo de establecimiento (normalmente bar, dive bar, antro o strip club) que ofrece este tipo de espectáculo o algunos tipos de servicios similares, siendo frecuente y erróneamente referidos como "table dances".
Como servicios similares, los bailarines ofrecen el lap-dance, el pole dance, el striptease, además de servicios privados en los que normalmente se involucra algún tipo interacción sexual e incluso la prostitución, ya que en algunos establecimientos dedicados a la prostitución se recurre a diferentes prácticas eróticas como los bailes exóticos. El baile de mesa y servicios similares originan diferentes tipos de respuestas sociales denigratorias como la discriminación de género y violaciones.
Los hombres son los principales consumidores de este servicio normalmente presentado en establecimientos privados que fungen como bares y normalmente son referidos como clubs para caballero (men's club o gentlemen's club). En algunos establecimientos el elenco de bailarines, normalmente femenino, es limitado a la presentación de rutinas con prendas ligeras, pero no son sujetas a la desnudez total. Las bailarinas se limitan a los bikinis, ropa interior y diferentes atuendos eróticos o sexuales.